# Gunnar Jervill
Gunnar Jervill (ur. 23 listopada 1945 w Göteborgu) – szwedzki łucznik sportowy. Srebrny medalista olimpijski z Monachium. Dwukrotny mistrz Europy.
Zawody w 1972 były jego pierwszymi igrzyskami olimpijskimi - łucznictwo wróciło w tym roku do programu imprezy po ponad pięćdziesięcioletniej przerwie. Zajął drugie miejsce, wyprzedził go jedynie Amerykanin John Williams. Cztery lata później zajął 14. miejsce.